# Gulfstream G200
Die Gulfstream G200 ist ein zweistrahliges Geschäftsreiseflugzeug mit interkontinentaler Reichweite.

## Geschichte
Sie wurde von Israel Aircraft Industries (IAI) als Nachfolgerin der Astra SP entwickelt. Der Erstflug erfolgte am 25. Dezember 1997. Auf den Markt gebracht wurde sie dann unter dem Namen Galaxy von Galaxy Aerospace mit Sitz auf dem Fort Worth Alliance Airport in Fort Worth. Die erste Maschine wurde im Januar 2000 an die TTI Incorporated ausgeliefert. Nach der Übernahme von Galaxy Aerospace durch Gulfstream im Juni 2001 wurde das Flugzeug in G200 umbenannt. Seit 2005 arbeitet Gulfstream am Nachfolger Gulfstream G280 (damals noch als G250 bezeichnet), der über neue Avionik, neue Triebwerke und aerodynamische Verbesserungen verfügen soll. Im Dezember 2011 wurde die letzte G200 an einen Kunden ausgeliefert und die Produktion zugunsten der G280 eingestellt.

## Technik

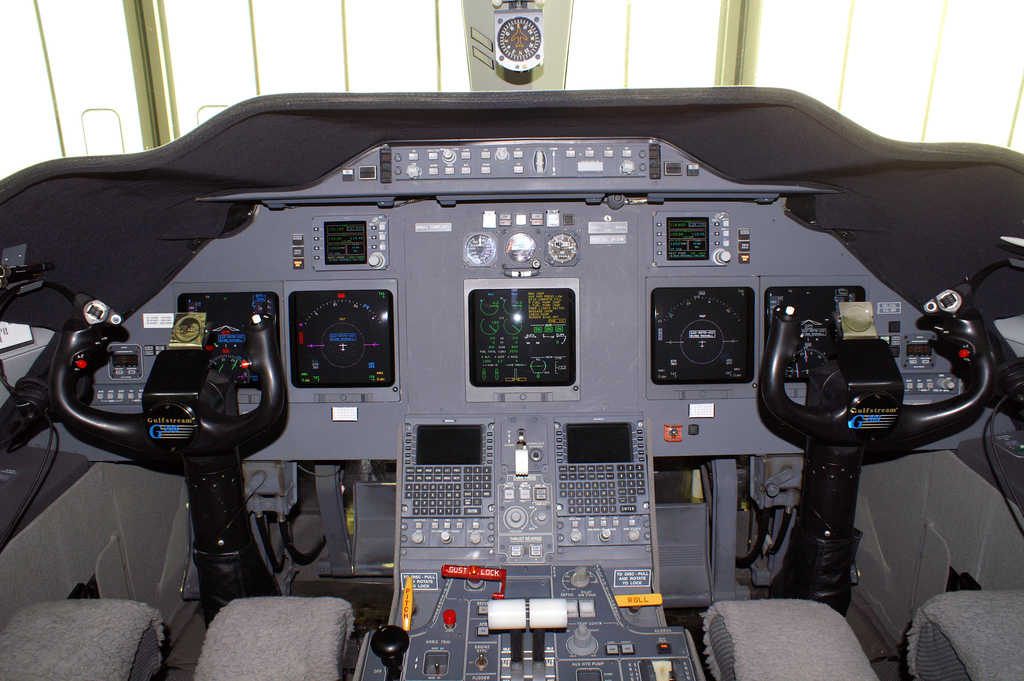
Cockpit einer G200

Die G200 verfügt über ein Leitwerk in Kreuzform, 18 Fenster, PW306A-Triebwerke und (außer den ersten Modellen) ein Rockwell-Collins-Pro-Line-4-Glascockpit. Gegenüber der G100 wurde die Maschine mit größeren Tragflächen, Krügerklappen und Winglets ausgestattet. Anstelle der sonst üblichen Enteisung der Tragflächen durch Triebwerkszapfluft besitzt die G200 aufblasbare Gummibeläge. Die Kabine hat eine Länge von 7,44 m, eine Breite von 2,18 m und eine Höhe von 1,91 m. Der Gepäckraum weist ein Volumen von 3,5 m³ auf.

## Technische Daten
| Kenngröße             | Daten                                                                         |
| --------------------- | ----------------------------------------------------------------------------- |
| Passagiere            | typisch 4–10, maximal 18                                                      |
| Besatzung             | 2                                                                             |
| Länge                 | 18,97 m                                                                       |
| Spannweite            | 17,70 m                                                                       |
| Höhe                  | 6,53 m                                                                        |
| Flügelfläche          | 34,3 m²                                                                       |
| Flügelstreckung       | 9,1                                                                           |
| Leermasse             | 8.700 kg                                                                      |
| max. Startmasse       | 16.080 kg                                                                     |
| max. Landemasse       | 13.608 kg                                                                     |
| Höchstgeschwindigkeit | Mach 0,85                                                                     |
| Reisegeschwindigkeit  | 850 km/h (796 km/h Long Range)                                                |
| Dienstgipfelhöhe      | 13.716 m                                                                      |
| Reichweite            | 6.300 km                                                                      |
| Triebwerke            | zwei Pratt & Whitney Canada PW306A-Mantelstromtriebwerke mit je 26,9 kN Schub |